# Sadec konopáč
Sadec konopáč (Eupatorium cannabinum) je statná vytrvalá bylina z čeledi hvězdnicovitých, původní v Evropě včetně České republiky. Latinské rodové jméno odkazuje k řeckému králi Mithridatu VI. Eupatorovi, který údajně jako první objevil její léčivé účinky, stejně jako léčivé účinky řepíku lékařského (Agrimonia eupatoria).

## Popis a rozšíření
Až 150 cm vysoká bylina s přímou, bohatě olistěnou, často větvenou lodyhou. Listy jsou krátce řapíkaté, dlanitě troj- až pětičetné, pilovitě zubaté, vzdáleně připomínající list konopí. Kvete bohatým květenstvím s drobnými úbory v chocholičnatých latách, vytváří pouze trubkovité květy; koruny jsou zpravidla růžově fialové či načervenalé, vzácně i bílé. Květy jsou oboupohlavní, mají dlouhé bílé blizny, příjemně voní a rozkvétají od července do září. Plodem je podlouhlá pětiboká bradavičnatá nažka s péřitým chmýrem.
Roste ve vlhkých lesích, pobřežních křovinách, v příkopech a na vlhčích pasekách, a to od nížin do hor, místy hojně, jinde chybí. Spásá jej tesařík úzkoštítý (Agapanthia villosoviridescens).
Rostlina je považována za léčivku, s účinnými látkami užívanými při chřipkových onemocněních, k posílení imunity a při rekonvalescenci.

Bylo prokázáno cholagogické (žlučopudné) působení. Rostlina chutná hořce a není zcela neškodná, vyšší dávky působí emeticky (způsobují zvracení). Terapie by měla být jednak krátkodobá, jednak konzultována s odborníkem.

## Lidové názvy
Rystonová uvádí následující: eupatoria, eupatorium, jatrní bylina, konopáč, konopáč sadec, konopě divoká, konopěnec, konopjač, koření ranné (na rány), kravská bylina, saděc, sadeč, šadec, šaděc, traňk královský, traňk svaté Kunhuty, traňk svaté Kunigundy, truňk svaté Kunikundy (Kunykundy), všeckym zelinám otec, vševedec, vševědec.